# Stephanos Theodosius
Stephanos Mar Theodosius (* 2. Oktober 1924 in Pathamuttom, Distrikt Kottayam, Indien; † 5. November 2007 in Maskat, Oman) war ein indischer orthodoxer Priester der Malankara Orthodox-Syrischen Kirche und Metropolit von Kalkutta.

## Leben
Theodosius empfing nach seinem Studium und Promotion in Indien und den USA 1947 die Priesterweihe durch Katholikos Baselios Geevarghese II. Von 1967 bis 1972 war er in der Seelsorge in Bahrain tätig.
Er war im Juli 1972 Gründer der Misson St. Thomas im Norden Indiens, die ihre Tätigkeiten auf Madhya Pradesh, Orissa, Bihar, Westbengalen, Assam und Nagaland ausdehnte. 1975 legte er vor Daniel Mar Philexinos seine Profess als Ramban (Mönch) ab und wurde zum Bischof von Niranam ernannt. 1976 wurde er zum Metropoliten der Diözese Madras und 1979 zum Metropoliten von Kalkutta ernannt.
Er starb an den Folgen eines Herzinfarkts auf einer Reise nach Maskat in Oman, um die Feierlichkeiten zum 105. Todestag von Parumala Mar Gregorius, dem ersten Heiligen der Malankara Orthodox-Syrischen Kirche, zu organisieren.
Mar Theodosius galt als engagierter Priester, Bischof, Lehrer und Sozialarbeiter. In über 60 Jahren als Geistlicher hat er zahlreiche Schulen und Missionszentren im nördlichen Indien ins Leben gerufen. Er war langjähriger Direktor der St. Thomas Mission und Rektor des St. Thomas College in Bhilai.